# Civate

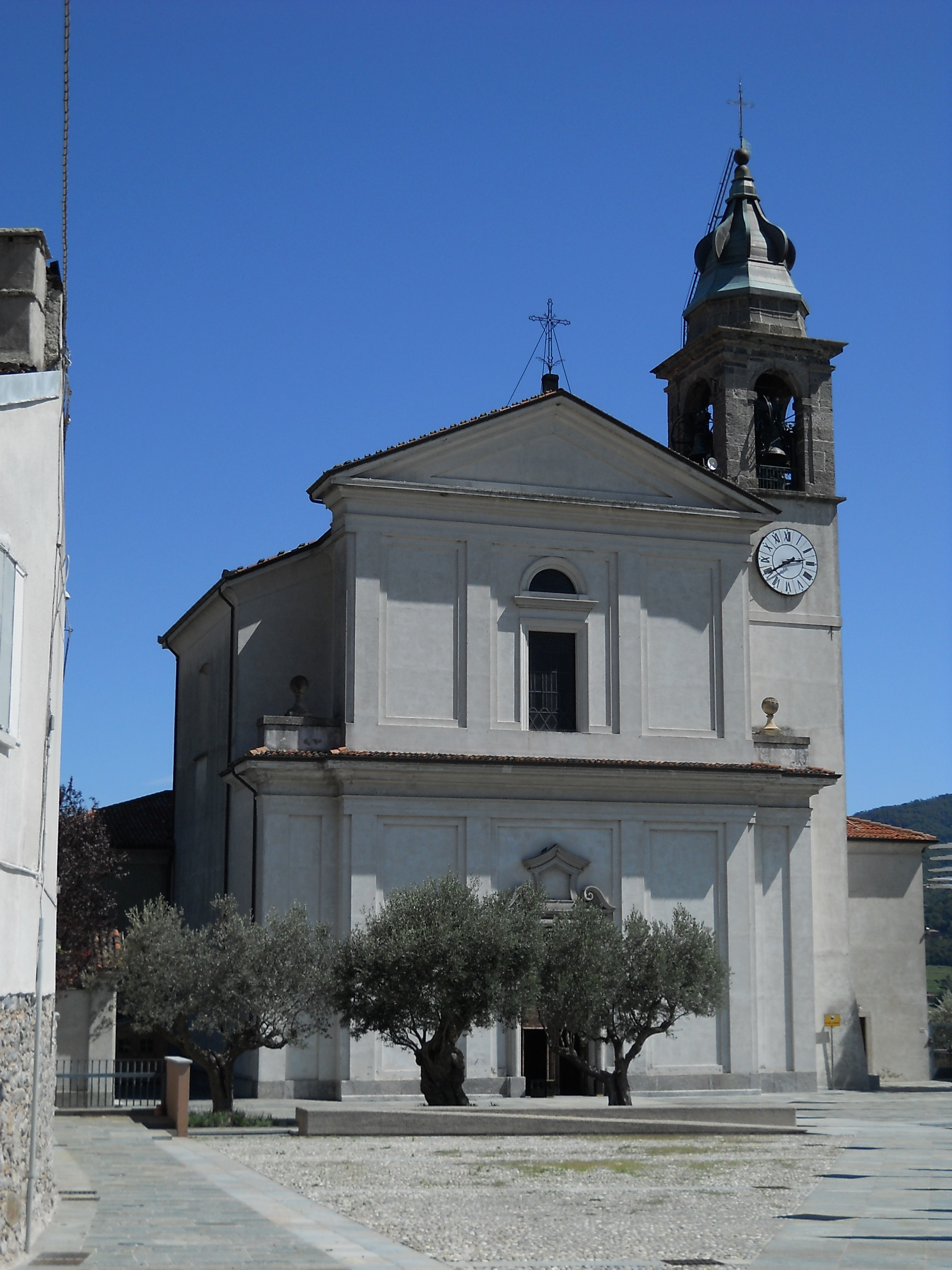
Pfarrkirche Santi Vito e Modesto

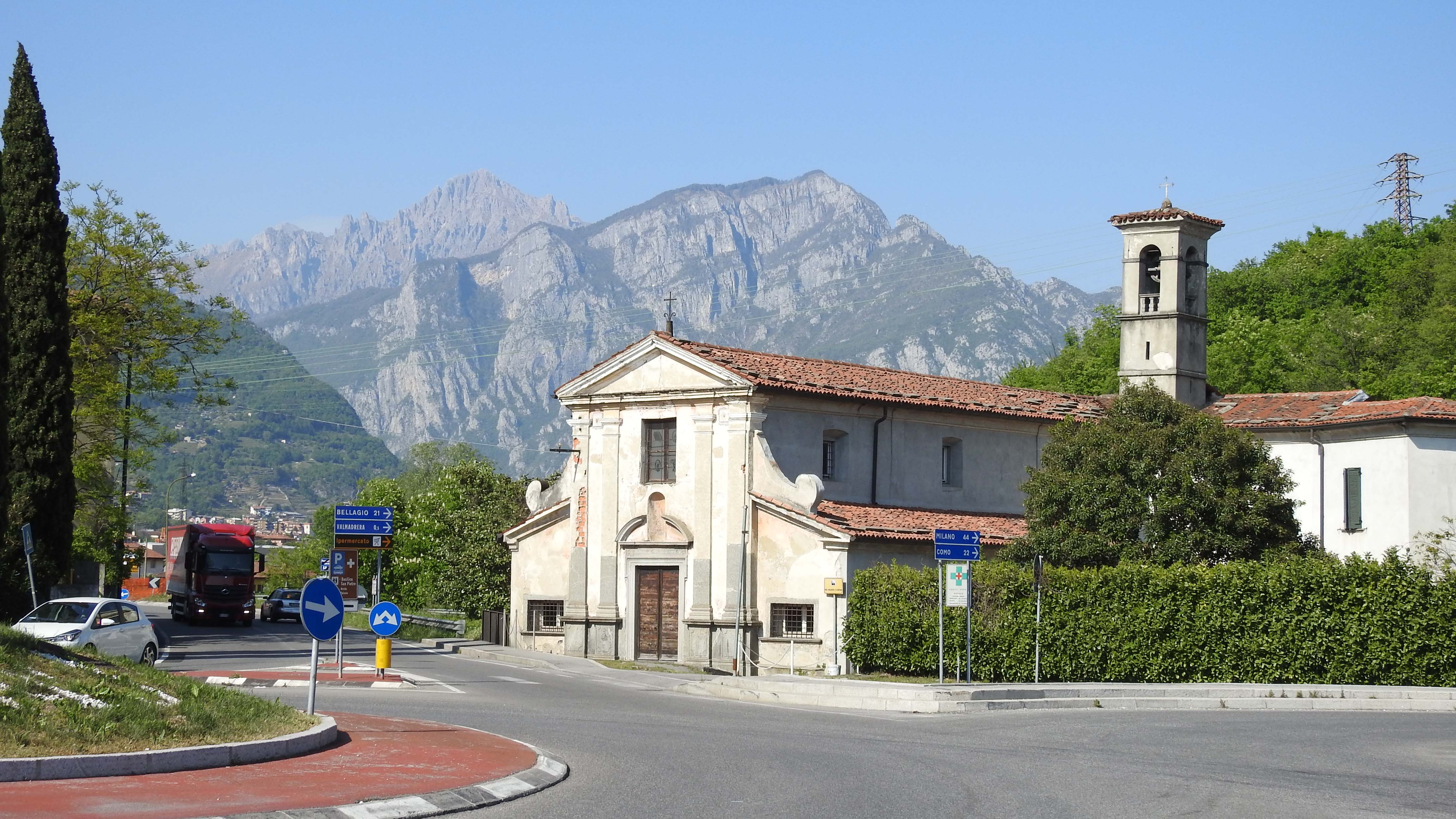
San Nazzaro mit Monte Coltignone und Grigna

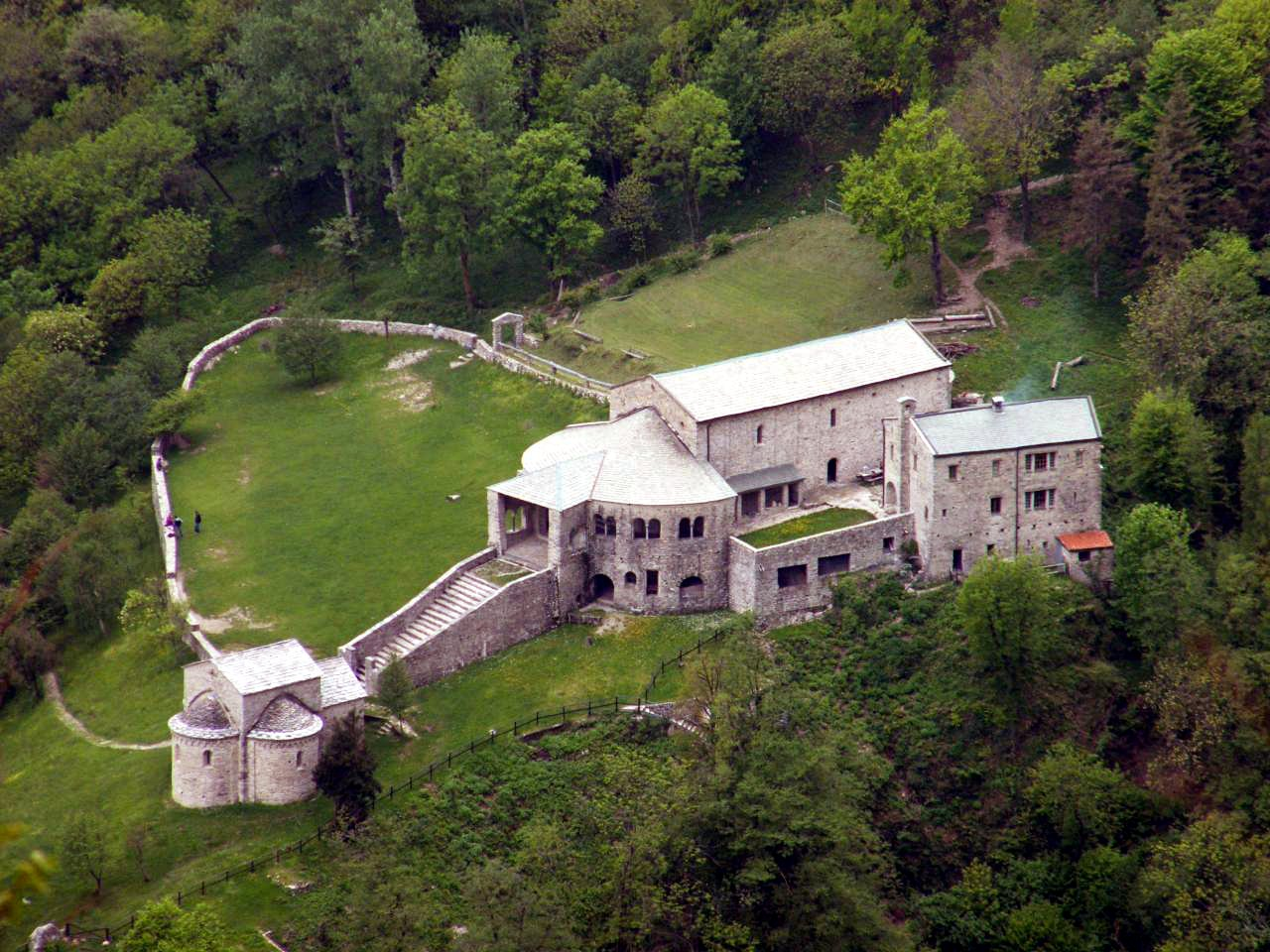
San Pietro al Monte

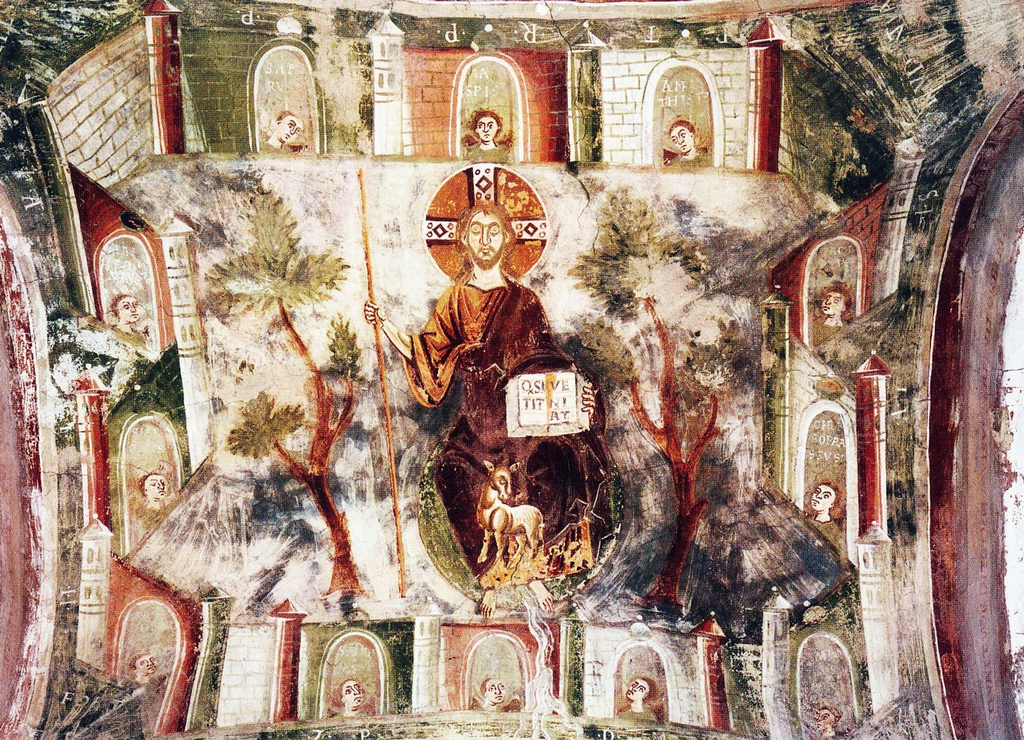
San Pietro al Monte, Fresken

Civate ist eine Gemeinde in der Provinz Lecco in der italienischen Region Lombardei mit 3726 Einwohnern (Stand 31. Dezember 2024).

## Geographie
Civate liegt etwa 4 km südwestlich der Provinzhauptstadt Lecco und 45 km nordöstlich der Millionen-Metropole Mailand. Die Gemeinde umfasst die Fraktionen Isella, Pozzo, Scola und Tozio. Im Jahr 1971 hatte die Gemeinde Civate eine Fläche von 927 Hektar. 
Die Nachbargemeinden sind Annone di Brianza, Canzo (CO), Cesana Brianza, Galbiate, Suello und Valmadrera.

## Geschichte
Der Ortsname wird (in der Form Clavate) im Jahr 927 erwähnt. Im Jahr 1162 stellte Kaiser Friedrich I. (HRR) dem Abt von Civate ein Diplom aus, das die Besitztümer der Abtei in Civate bestätigte, einschließlich der durch Lehen und Verträge mit Privatpersonen erworbenen Besitztümer, und jegliche Einmischung und Macht über die Güter und Menschen der Abtei untersagte. In den Statuten für die Straßen und Gewässer des Herzogtums Mailand wurde es als el borgo o locho da Civà in die Gemeinde Oggiono aufgenommen. Im Jahr 1411, mit der Bestätigung der bereits von Bernabò Visconti gewährten Immunitäten und Befreiungen für die Ghibellinen Montis Brianzie partium nostrarum Martexane superioris, und in der am 10. Juli 1412 dem Herzog von Mailand Filippo Maria Visconti geleisteten Eidesformel, wurden omnia communia Montisbriantie contrate Martesane genannt, darunter auch Civate.
Im Grundbuch des Herzogtums Mailand von 1558 und den nachfolgenden Aktualisierungen bis zum 17. Jahrhundert wird Civate unter den Gemeinden der Pieve von Oggiono aufgeführt. Civate wurde auch in einer Übersicht aller Ländereien des Herzogtums Mailand und anderer, die mit ihnen für Salz besteuert wurden aus dem Jahr 1572 aufgeführt. Aus den Antworten, die 1751 auf die 45 Fragen der königlichen Volkszählung gegeben wurden, geht hervor, dass die Gemeinde Chivatte (Civate), die zur Pieve Oggiono gehörte - die bereits 1538 mit den Gemeinden der Pieve Garlate und Oggiono an Giovanni Agostino d’Adda belehnt worden war -, damals nicht belehnt war, da sie seit vielen Jahren zu diesem Teil zurückgekauft war und alle fünfzehn Jahre 1.29.33 Lire an das Amt der Regalie für die Ablösung vom Lehen zahlte. 
Mit der Aktivierung der Gemeinden in der Provinz Como, auf der Grundlage der territorialen Aufteilung des Königreichs Lombardo-Venetien, wurde die Gemeinde Civate in den Bezirk XII von Oggiono aufgenommen. Civate, eine Gemeinde mit einer Vorladung, wurde durch die spätere territoriale Aufteilung der lombardischen Provinzen im Bezirk XII von Oggiono bestätigt. Im Jahr 1853 wurde Civate, eine Gemeinde mit allgemeiner Einberufung und 1.487 Einwohnern, in den Bezirk XI von Oggiono aufgenommen. 
Nach dem vorübergehenden Anschluss der lombardischen Provinzen an das Königreich Sardinien wurde die Gemeinde Civate mit 1.428 Einwohnern, die von einem Rat mit fünfzehn Mitgliedern und einem Rat mit zwei Mitgliedern verwaltet wurde, auf der Grundlage der durch das Gesetz vom 23. Oktober 1859 festgelegten territorialen Aufteilung in das Mandamento V von Oggiono, Bezirk III von Lecco, Provinz Como, aufgenommen. Bei der Gründung des Königreichs Italien im Jahr 1861 hatte die Gemeinde 1.513 Einwohner (Volkszählung 1861). Nach dem Gemeindegesetz von 1865 wurde die Gemeinde von einem Bürgermeister, einer Junta und einem Rat verwaltet. Im Jahr 1867 wurde die Gemeinde in denselben Bezirk, Kreis und dieselbe Provinz eingegliedert (Verwaltungsbezirk 1867).
Im Jahr 1924 wurde die Gemeinde in den Bezirk Lecco der Provinz Como eingegliedert. Nach der Gemeindereform von 1926 wurde die Gemeinde von einem Podestà verwaltet. Nach der Gemeindereform von 1946 wurde die Gemeinde Civate von einem Bürgermeister, einer Junta und einem Rat verwaltet.

## Bevölkerung
| Bevölkerungsentwicklung | Bevölkerungsentwicklung | Bevölkerungsentwicklung | Bevölkerungsentwicklung | Bevölkerungsentwicklung | Bevölkerungsentwicklung | Bevölkerungsentwicklung | Bevölkerungsentwicklung | Bevölkerungsentwicklung | Bevölkerungsentwicklung | Bevölkerungsentwicklung | Bevölkerungsentwicklung | Bevölkerungsentwicklung | Bevölkerungsentwicklung | Bevölkerungsentwicklung | Bevölkerungsentwicklung |
| ----------------------- | ----------------------- | ----------------------- | ----------------------- | ----------------------- | ----------------------- | ----------------------- | ----------------------- | ----------------------- | ----------------------- | ----------------------- | ----------------------- | ----------------------- | ----------------------- | ----------------------- | ----------------------- |
| Jahr                    | 1861                    | 1871                    | 1881                    | 1901                    | 1911                    | 1921                    | 1931                    | 1951                    | 1961                    | 1971                    | 1981                    | 1991                    | 2001                    | 2011                    | 2022                    |
| Einwohner               | 1513                    | 1621                    | 1728                    | 2001                    | 2229                    | 2215                    | 2161                    | 2536                    | 2633                    | 3152                    | 3092                    | 3664                    | 3846                    | 4019                    | 3708                    |
| Quelle: ISTAT           |                         |                         |                         |                         |                         |                         |                         |                         |                         |                         |                         |                         |                         |                         |                         |

## Kultur
- San Vito – Fest der Ortspatrone am 15. Mai.

## Sehenswürdigkeiten
- Pfarrkirche Santi Vito e Modesto[2]
- San Pietro al Monte ist ein im romanischen Baustil erbautes Kloster, das oberhalb von Civate auf einer Höhe von 630 Metern auf einem grasbewachsenen Plateau, auf den Hängen des nahegelegenen Monte Cornizzolo liegt. Es kann von Civate aus nur zu Fuß in einer etwa einstündigen Wanderung durch einen dichten Wald erreicht werden.
- Kirche San Nazzaro[3]
- Kirche und Kloster San Calocero (10. – 11. Jahrhundert)[4]
- Casa dei Pellegrini (14. Jahrhundert)[5]

## Einzelnachweise

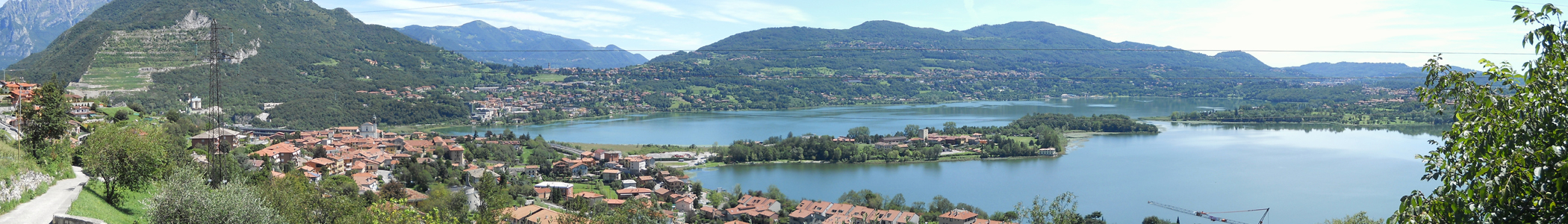
Civate und Annone See